# Хиблари
Хиблари (груз. ხიბლარი) — село в Грузии, на территории Самтредского муниципалитета края (мхаре) Имеретия.

## География
Село находится в западной части Грузии, к северу от реки Риони, на расстоянии 6 километров к северу от города Самтредиа, административного центра муниципалитета. Абсолютная высота — 29 метров над уровнем моря.

## Население
По результатам официальной переписи населения 2014 года, в Хиблари проживало 732 человека (346 мужчин и 386 женщин). В национальной структуре населения грузины составляли 99,9 %, русские — 0,1 %.
| Год  | Население, человек |
| ---- | ------------------ |
| 2002 | 939                |
| 2014 | ↘ 732              |